# 星空再遇鐵達尼
《星空再遇鐵達尼》是曾於香港數碼電台數碼一台及數碼四台製作的健康教育和清談Phone-in節目。主持人為麥潤壽，是另一電台節目《星空奇遇鐵達尼》的延續。2011年，麥潤壽由原來的香港電台加盟至香港數碼電台，原來的節目被逼停止，因此在新電台開播時，把原節目名稱稍作更改後正式啟播，而與節目息息相關的《永不放棄同學會》亦一併轉入。
屬直播節目，時間為逢星期一至五晚上9時至12時於數碼一台中廣播，首播日為2011年12月13日。及後因香港數碼廣播有限公司出現股東爭拗而曾經一度停播，當中經歷過七日的義播期，本節目亦是有份義播之一。2013年1月28日復播，除安排原有數碼一台外，更與數碼四台同步聯播，當中23:00-24:00時段更只限於數碼四台播放；2013年9月4日，為設合數碼四台定位為針對學生及年青人聽眾的「校園台」，本節目改為只於校園台播放。
2014年6月18日，主持麥潤壽在節目中透露將會離開香港數碼電台。7月11日，最後一輯節目完結後正式離開香港數碼電台的工作崗位及總台長身份，但仍繼續營運「永不放棄同學會」及「永不放棄同學仔」的工作。與《星空奇遇鐵達尼》一樣，開播以來一直都高據全港十大最受歡迎的電台節目之一。

## 節目名稱由來
節目名稱沿襲《星空奇遇鐵達尼》，由美國的長壽電視和電影「星空奇遇記」及1997年的電影組成。

## 節目主題
節目主要為互動清談形式，主持人會分享自己的事物的看法和體會，另外大部份節目時間都放在Phone-in時段，透過聽眾致電，主持人與聽眾進行對話，包括輔導、開解、致謝等。節目期間常以背景音樂作配搭說出鼓勵人心、反省自我等等的正確意念為主要的話題，再播放流行曲為致電於節目的人作鼓勵，亦有聽眾自行點選歌曲。聽眾亦可透過節目，向親人、老師、朋輩或好友致謝和祝福等，節目群較為廣泛，由小學生至老年人，亦經常有海外的人士致電於節目上向親友傾訴心聲。貫徹主持人一直宣揚對生活「永不放棄」的態度。

## 外部連結
- DBC《星空再遇鐵達尼》官方網頁。 （页面存档备份，存于）
- 星空再遇鐵達尼Facebook專頁